# Poślubione armii (seria 3)
Ten artykuł zawiera streszczenia, a także informacje o odcinkach drugiego sezonu serialu Poślubione armii.

## Sezon 3: 2009
| # | Tytuł                  | data emisji          | numer odcinka |
| --- | ---------------------- | -------------------- | ------------- |
| 1 | "Zmiana planów"        | 7 czerwca 2009       | #3,1          |
| Emmalin uciekła z Loganem, zamiast wyjechać do Brukseli z Claudią i Michaelem. Roxy przygotowuje się do walki z Colinem o bar. W rozpracowaniu go pomaga jej Pamela. Denise traci pracę w szpitalu z powodu romansu z pacjentem. Przyjaciele się o tym dowiadują. Plotka dochodzi także do Franka. Mac wraca rozstaje się z Denise i wraca do swojej dziewczyny. Jeremy dowiaduje się o separacji rodziców. Claudia Joy zostaje sama z córką w Charleston, Michael wyjeżdża do Brukseli. |                        |                      |               |
| 2 | "Trudne pytania"       | 14 czerwca 2009      | #3,2          |
| Denise dowiaduje się, że Frank jest ranny. Emmalin ciągle się buntuje. Do baru Roxy przychodzi przedstawiciel urzędu podatkowego i okazuje się, że ma dług do spłacenia. Przypadkowo poznaję Violę, która pomaga jej wyjść z problemów. Przyjaciele nie wiedzą, jak się odnosić do Denise. Roland rozmyśla o tym, jak wyglądałaby jego kariera, gdyby nie wstąpił do wojska. Pamela pomaga żonom nowo przybyłych żołnierzy zaaklimatyzować się w bazie. |                        |                      |               |
| 3 | "Przeprowadzka"        | 21 czerwca 2009      | #3,3          |
| Claudia Joy szuka wynajmu domu, podczas gdy Emmalin kontynuuje swoje buntownicze zachowanie. Pamela musi znaleźć nowy dom, ponieważ jej dzieci nie chcą dłużej mieszkać w jednym pokoju. Pomaga jej dawna słuchaczka jej audycji. Terapeuta Terrence Price unaocznia Rolandowi problem opieki dostępnej dla żołnierzy. Na ćwiczeniach którym dowodził Trevor dochodzi do pomyłki. Obawia się on, że jego kariera jest zagrożona. Michael wraca do domu i oświadcza, że nie muszą się przenosić do Brukseli. |                        |                      |               |
| 4 | "Przybycie"            | 28 czerwca 2009      | #3,4          |
| Michael próbuje ustalić pewne sprawy z Emmalin. Po obejrzeniu nowego domu Pameli i Chase'a Trevor czuje, że nie jest w stanie utrzymać rodziny. Roland musi zdecydować, czy powinien przyjąć ofertę pracy. Jeremy, syn Denise, jest bliski śmierci na pustyni. Ratuje go pies, którego nazywa Lucky. Prosi kolegę aby go przemycił do jednostki. Terrence proponuje Rolandowi współpracę. Frank wraca do domu. Denise przyznaje się do zdrady. Rozstają się. Joan dostaje propozycję stanowiska zastępcy generała, jednak odmawia i decyduje się na wyjazd do Iraku.                                                                |                        |                      |               |
| 5 | "Rozdarcie"            | 5 lipca 2009         | #3,5          |
| Roxy urządza przyjęcie w związku z ponownym otwarciem baru, ale nie wszystko idzie według planu. Viola pomaga jej rozkręcić interes. Trener futbolu zwraca uwagę na wiedzę Pameli na temat tego sportu i proponuje jej etat w drużynie. Joan chce ochrzcić córkę przed kolejną misją. Chase zaskakuje rodzinę przedwczesnym powrotem, ale trudno mu przystosować się do życia w bazie. Denise postanawia wyjechać. Roland przeprowadza rozmowę z dziewczynami w jej sprawie. Przyjaciółki godzą się. Frank i Denise podpisują papiery rozwodowe.                                                                                    |                        |                      |               |
| 6 | "Sprawy rodzinne"      | 12 lipca 2009        | #3,6          |
| Pamela, Roxy, Denise i Claudia Joy pomagają Joan i Rolandowi przygotować córkę do chrztu. Po ceremonii, Denise i Frank postanawiają spróbować odbudować swoje małżeństwo. Trevor postanowił zaopiekować się psem który trafił do jednostki - Luckym. Terrence i Roland pomagają Haneenie, irackiej sierocie, która doznała urazu ręki. |                        |                      |               |
| 7 | "Zmiany na lepsze"     | 19 lipca 2009        | #3,7          |
| Pamela próbuje nakłonić trenera swojego syna, by stosował skuteczniejsze metody nauczenia nastolatka sportowych zachowań. Denise i Frank próbują naprawić swoje małżeństwo. Podczas przygotowań do operacji Haneen jest gościem Holdena. Zaprzyjaźnia się z Emmalin. |                        |                      |               |
| 8 | "Uprzedzenia"          | 26 lipca 2009        | #3,8          |
| Joan i Evan konkurują ze sobą. Podczas ćwiczeń Evan stosuje nieczyste chwyty, jednak Joan wykazuje się swoimi zdolnościami dowodzenia. W efekcie, Michael wysyła Evana do innej jednostki. Haneen dowiaduje się, że będzie potrzebowała dalszej kuracji, a to oznacza, że musi wrócić do Iraku. RFN jest proszone o sponsorowanie Haneen. Tymczasem Denise i Frank kontynuują zmagania w swoim związku. Pamela daje rady młodej żonie jednego z wojskowych. |                        |                      |               |
| 9 | "Powrót do domu"       | 2 sierpnia 2009      | #3,9          |
| Roxy dowiaduje się, że Finn ma problemy w szkole z nauką i rówieśnikami. Po testach okazuje się, że jest wybitnie zdolny i powinien uczęszczać do prywatnej szkoły. Haneen udaje się na Bliski Wschód, do rodziny. Claudia Joy towarzyszy jej w podróży. Michael i Emmalin spędzają wspólnie czas, mając nadzieję na poprawę wzajemnych relacji. |                        |                      |               |
| 10 | "Oczekiwanie"          | 9 sierpnia 2009      | #3,10         |
| Joan zastanawia się, czy podjęła słuszną decyzję. Pamela jest szczęśliwa, że mąż wraca do domu. Radość zakłóca incydent z portfelem, którego nie może znaleźć. Roxy jest zaskoczona, gdy jej ulubiona wykonawczyni pojawia się w barze. Frank zostaje zastępcą Michaela. Claudia Joy robi z tej okazji kolację, jednak Michael nie jest zadowolony. Wobec Denise odnosi się niemiło. |                        |                      |               |
| 11 | "Operacja: Tango"      | 16 sierpnia 2009     | #3,11         |
| Roxy chcąc posłać syna do prywatnej szkoły, stara się zrobić dobre wrażenie na dyrektorze placówki. Jean Calhoun, wdowa po senatorze, przyjechała do fortu Marshall, by wziąć udział w uroczystości na cześć męża. Claudia Joy i Denise towarzyszą jej podczas zwiedzania bazy. Jednak upilnowanie wdowy okazuje się cale nie takie łatwe. Otrzymują od niej zaproszenia na weekend w SPA. |                        |                      |               |
| 12 | "Szokująca informacja" | 6 września 2009      | #3,12         |
| Claudia Joy i Denise mają wypadek samochodowy. Denise ratuje życie Claudii. Michael przeprasza Denise. Podczas badań Claudia Joy dowiaduje się, że ma cukrzycę. Roland znalazł rozwiązanie aby Joan nie opuściła najważniejszych momentów córki, będąc w Iraku. Syn Roxy rozpoczął naukę w nowej szkole. T.J. jest zazdrosny, Trevor stara mu się to wynagrodzić i zabiera go na ryby. |                        |                      |               |
| 13 | "Tajemnica"            | 13 września 2009     | #3,13         |
| Claudia Joy mówi Michaelowi i Emmalin, że nie chce, by znajomi dowiedzieli się o jej stanie zdrowia. Denise przypadkiem dowiaduje się o jej chorobie. Roland ma dla Joan niespodziankę. Trevor rozpoczyna pracę na stanowisku rekrutującego do wojska. Stwierdza, że praca jest trudniejsza, niż początkowo sądził. Minęły już dwa tygodnie, od kiedy Chase miał wrócić do domu. Pamela niepokoi się i zastanawia, dlaczego się z nią nie skontaktował. |                        |                      |               |
| 14 | "Znajomość podstaw"    | 20 września 2009     | #3,14         |
| Po długim oczekiwaniu Pamela dowiaduje się, co się dzieje z Chasem. Ten wraca do domu. Denise rozpoczęła nową karierę - w pierwszej pomocy. Trevor pomaga i wspiera młodą dziewczynę, Kanesse Jones, która jest jego pierwszym rekrutem. Roxy musi podjąć decyzję, czy chce mieć dziecko teraz, czy odłożyć macierzyństwo na później. W Iraku ginie przyjaciel Jeremy'ego. Ten nie może sobie z tym poradzić. Claudia Joy wyznaje przyjaciołom, że jest chora. |                        |                      |               |
| 15 | "Upływ czasu"          | 4 października 2009  | #3,15         |
| Roxy i Pamela udają się do domu opieki gdzie ich dzieci mają mieć przedstawienie. Spotykają tam dwie kobiety, które razem z mężami mieszkały w Fort Marshall podczas II wojny światowej i opowiadają im swoją historię. |                        |                      |               |
| 16 | "Odłamek alibi"        | 11 października 2009 | #3,16         |
| Jeremy powraca do domu z poczuciem winy za bombardowanie w Iraku. Joan żegna się z Rolandem i Sarah Elizabeth. Pamela i Chase przechodzą trudny okres po tym, jak ona łapie go na kłamstwie. Trevor ma problemy ze swoimi rekrutami i zaniedbuje rodzinę. |                        |                      |               |
| 17 | "Fala uderzeniowa"     | 18 października 2009 | #3,17         |
| Viola zaskakuje wszystkich swoim śpiewem, gdy zastępuje piosenkarkę regularnie występującą w barze. Dostaje propozycję pracy jako piosenkarka. Początkowo odmawia, ale Roxy zmusza ją do podjęcia tej decyzji. Michael dowiaduje się, że generał Ludwig złoży wizytę w Fort Marshall i denerwuje się jaki jest cel tej wizyty. Denise pokazuje swoją zdolność do rywalizacji podczas turnieju golfowego. Roland wraz ze swoim partnerem chcąc pomóc pacjentce, trafiają do aresztu pomyłkowo. Po ich wypuszczeniu Terrence zostawia Rolanda samego z kliniką i ucieka przed policją. Jeremy upija się i zaczyna bójkę w barze Hump. |                        |                      |               |
| 18 | "Strefa ognia"         | 25 października 2009 | #3,18         |
| Michael i Claudia Joy przygotowują się do ceremonii na cześć awansu Michaela. Pamela dochodzi do punktu załamania w swoim małżeństwie. Roland nie radzi sobie z nawałem pracy i obowiązkami rodzica odkąd Joan została wysłana na misję. Roxy dowiaduje się, że jest w ciąży i martwi się o finansową przyszłość rodziny. Jeremy nadal walczy z żałobą i musi stawić czoło skutkom swoich poczynań w barze Hump. Wyciąga rewolwer. W tym samym czasie, w Iraku podczas akcji Joan dochodzi do wypadku. |                        |                      |               |